# Boulevard du Général-d'Armée-Jean-Simon
Boulevard du Général-d'Armée-Jean-Simon je bulvár ve 13. obvodu v Paříži. Je součástí tzv. Maršálských bulvárů. Bulvár nese jméno generála Jeana Simona (1912–2003).

## Historie
V letech 1840–1845 byly postaveny kolem Paříže nové hradby. Dnešní bulvár vznikl na místě bývalé vojenské cesty (Rue Militaire), která vedla po vnitřní straně městských hradeb. Tato silnice byla armádou převedena městu Paříži na základě rozhodnutí z 28. července 1859.
Vznikl v roce 2005 vyčleněním bulváru Masséna v úseku od nábřeží (most National) k Porte de Vitry (křižovatka ulic Avenue de la Porte de Vitry a Rue de Patay).